# پیش از آنکه بمیرم (فیلم)
پیش از آنکه بمیرم (انگلیسی: Before I Fall) فیلمی در ژانر فانتزی و عاشقانه است که در سال ۲۰۱۷ منتشر شد. از بازیگران آن می‌توان به زوئی دویچ اشاره کرد. کارگردانی فیلم را ری رسو یانگ برعهده دارد. فیلمنامه را هم ماریا مگنتی بر اساس رمانی به همین نام نوشته لورن اولیور نوشته‌است. زویی دتچ نقش اصلی را برعهده دارد و اریکا ترمبلی (خواهر جیکوب ترمبلی) به همراه هالستون سیج و لوگان میلر او را همراهی می‌کنند. فیلم در سوم مارس ۲۰۱۷ اکران عمومی شد.

## داستان
زندگی دختری بنام سامتا کینگستون را تعریف می‌کند که مدام روز مرگ خود تجربه می‌کند تا بتواند همه چیز را درست کند.  در یکی از روزهای جذاب زندگی‌اش که تنها زیبایی آن را در همراهی با دوستان و دیوانه‌بازی‌های همیشگی‌شان می‌داند، به دام می‌افتد. آن هم به این شکل که در پایان روز، وقتی برخلاف انتظارش آن‌چنان هم روز شگفت‌انگیزی را تجربه نکرده با یک تصادف ناگهانی، زندگی‌اش به پایان می‌رسد.